# Palazzi di Genova
Pour les articles homonymes, voir Génova (homonymie).
Palazzi di Genova est le nom d'un ouvrage dédié à l'architecture génoise du Cinquecento, publié à Anvers, en 1622, par le peintre Pierre Paul Rubens.

## Description

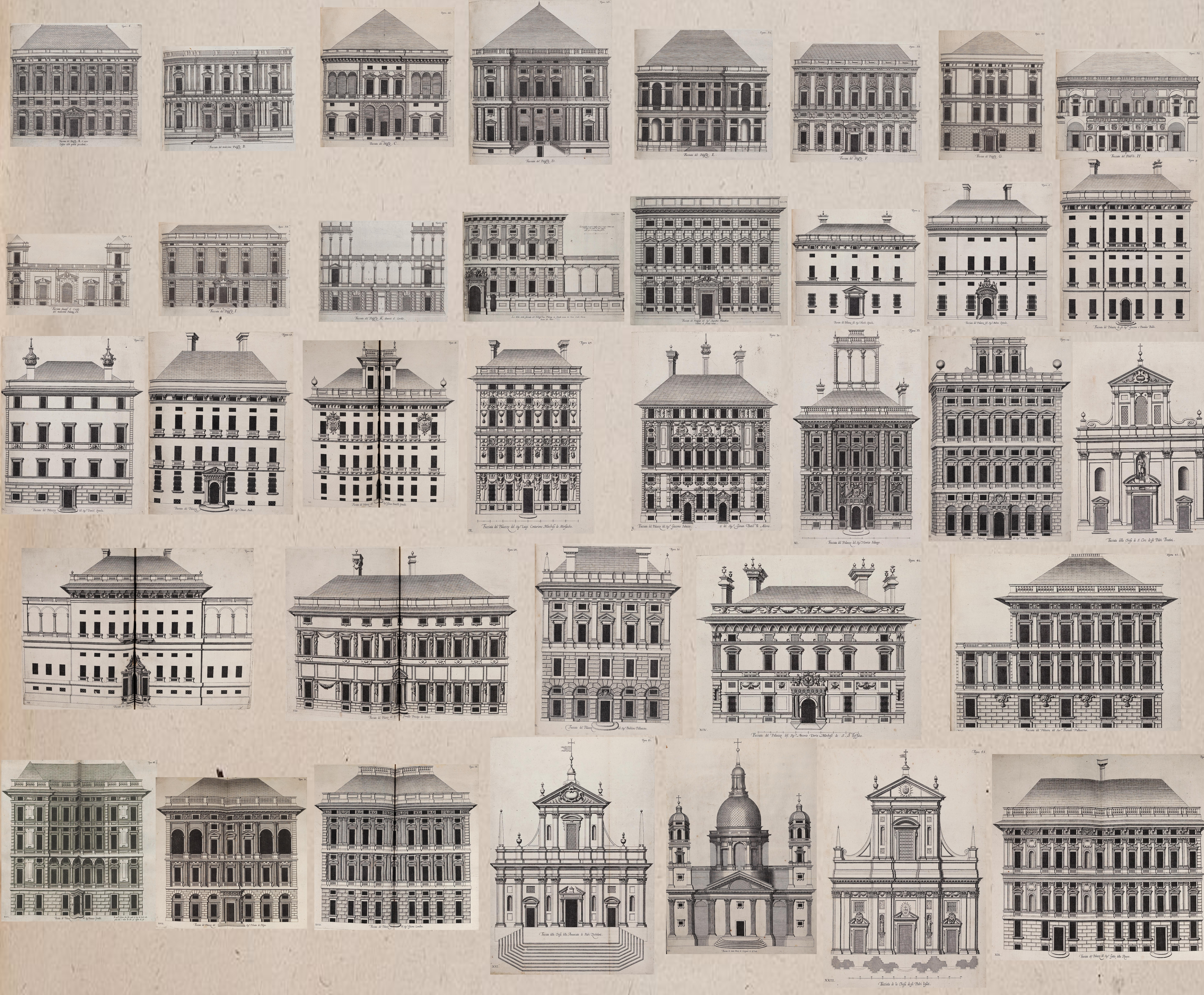
Les palais représentés.

Il s'agit d'une anthologie des plus belles demeures de la ville de Gênes, surnommée alors « la Superba ». Peintre de cour de Vincent Ier de Gonzague au début du XVIIe siècle, Rubens profita sans doute d'un séjour estival, en 1607
, chez le duc, pour relever (ou acheter) les plans et les façades de divers palais qui faisaient la splendeur architectonique de la ville de Gênes à cette époque. Il initia aussi les architectes anversois au baroque et au maniérisme génois comme en témoignent  sa propre demeure dite Rubenshuis et l'église Saint-Charles-Borromée.
L'ouvrage se présente en deux parties sous un format de 435 sur 335 mm ; la première comprend 72 gravures de plans, coupes et élévations d'édifices, et le deuxième volume rassemble 67 gravures d'édifices dont neuf planches consacrés à des bâtiments cultuels. 
Chaque édifice dessiné (plans et élévation) porte le même numéro de planche inscrit en chiffres romains alors que la pagination s'effectue par figura, de la 1 à figura 72 pour le premier volume, et de la figura  1 à la figura 67 pour le second. Les illustrations sont à l'échelle du palme génois qui est égal à 24,8 cm.
La seconde édition en 1652, la première après la mort du peintre, éditée chez Jan Van Meurs, à Anvers, ajouta de nouveaux palais (dont certains ne seraient pas de la main de Rubens) en classant les planches sous deux frontispices distincts nommés Palazzi antichi pour la première partie et Palazzi moderni pour la seconde. Meurs publiera une troisième édition en 1663. Une quatrième édition sera publiée par Cornelius Verdussen, toujours à Anvers, en 1708.
Comme d'autres traités d'architecture contemporains dont ceux de Vincenzo Scamozzi et de Joseph Furttenbach, ce recueil de dessins va contribuer à la diffusion de la connaissance d'un modèle architectural (innovation dans l’organisation spatiale des volumes), et d'une culture résidentielle qui attirait des artistes de renom et d'illustres voyageurs.

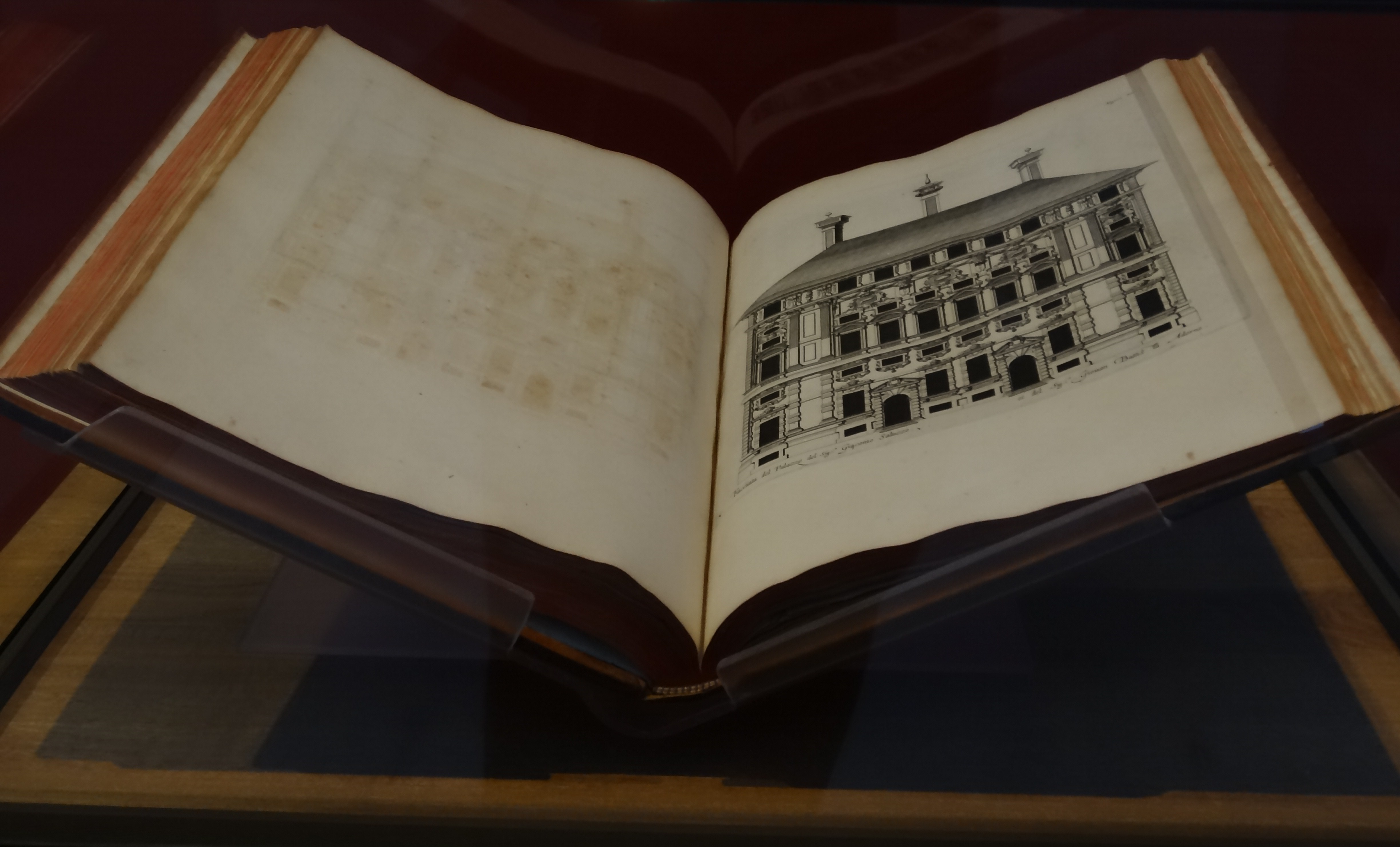
Palazzi di Genova au Louvre-Lens.

Un exemplaire de 1622 de Palazzi di Genova est exposé du 22 mai au 23 septembre 2013 à l'exposition temporaire L'Europe de Rubens du Louvre-Lens sous le numéro d'exposition 75. Il est habituellement conservé à la Bibliothèque nationale de France,.